# Slippery
Slippery — совместная песня американского хип-хоп-трио Migos и рэпера Гуччи Мейна. Сингл вышел 16 мая 2017 года как третий сингл с альбома «Culture». Песня была спродюсирована OG Parker и Deko.

## Коммерческий успех
Slippery максимально достигла 29 места в Billboard Hot 100.

## Видеоклип
Видеоклип вышел 4 мая 2017 года на официальном YouTube-канале Migos.

## Чарты

### Недельные чарты
| Чарт (2017)                           | Высшая позиция |
| ------------------------------------- | -------------- |
| Канада (Billboard Canadian Hot 100)   | 46             |
| США (Billboard Hot 100)               | 29             |
| США (Billboard Hot R&B/Hip-Hop Songs) | 12             |
| США (Billboard Rhythmic)              | 22             |

### Итоговые годовые чарты
| Чарт (2017)                           | Позиция |
| ------------------------------------- | ------- |
| США Billboard Hot 100                 | 86      |
| США Hot R&B/Hip-Hop Songs (Billboard) | 40      |

| Чарт (2019)      | Позиция |
| ---------------- | ------- |
| Португалия (AFP) | 1612    |

## Сертификации
| Регион                                                                      | Сертификация | Продажи |
| --------------------------------------------------------------------------- | ------------ | ------- |
| Великобритания (BPI)                                                        | Серебряный   | 200 000 |
| США (RIAA)                                                                  | Золотой      | 500 000 |
| Данные о продажах + прослушиваниях приведены только на основе сертификации. |              |         |